# تیم آستین
تیم آستین (انگلیسی: Tim Austin؛ زادهٔ april ۱۴, ۱۹۷۱ (۵۳ سال)) بوکسور اهل ایالات متحده آمریکا است.